# PZL Bielsko IS-4
Die PZL Bielsko IS-4 Jastrząb (deutsch Habicht) war ein polnisches Segelflugzeug. Sie wurde am Institut für Segelflug (Instytut Szybownictwa, IS) in Bielsko-Biała entwickelt und in der ersten Hälfte der 1950er Jahre in einer kleinen Serie gebaut.

## Geschichte
Die IS-4 wurde zum Ende der 1940er Jahre von Józef Niespał und Piotr Mynarski als reines Kunstflugzeug entworfen. Mynarski, der bei IS als Einflieger tätig war, führte mit dem Prototyp mit dem Kennzeichen SP–999 am 21. Dezember 1949 den Erstflug durch. Für die Erprobung entstand noch ein zweites Exemplar (SP–1001), das am 5. April 1950 erstmals flog. Die Tests mit beiden IS-4 umfassten 200 Flüge in 157 Stunden und wurden Ende 1950 abgeschlossen. In der letzten Phase wurde auch der Pilot Adam Zientek in die Versuche eingebunden, dem während der Kunstflugerprobung auch Außenloopings gelangen, was die Berechnungen der Konstrukteure bezüglich der Festigkeit bestätigte. Aus den daraus gewonnenen Erkenntnissen resultierend wurden einige Änderungen an Trag- und Leitwerk vorgenommen und das Muster anschließend zur Serienproduktion freigegeben. Im Jahr 1952 wurde der erste von zehn Serien-Jastrząb in Bielsko-Biała fertiggestellt. Er wurde als SP–1284 registriert und am 7. April eingeflogen. Ein Jahr später begann im Werk in Krosno der Bau einer zweiten, 25 Stück umfassenden Serie.
Die IS-4 kam hauptsächlich bei den polnischen Fliegerklubs zum Einsatz, lediglich drei Exemplare wurden exportiert, eines davon nach China und zwei in die DDR. Letztere hatten ursprünglich polnische Kennzeichen, wurden also gebraucht erworben, und am 24. August 1956 jeweils für den ASV als DDR–4000 und die GST als DDR–4001 registriert. Später erhielten sie aufgrund der Umstellung des Kennzeichensystems statt des „DDR“ das Kürzel „DM.“ Sie waren auf dem Flugplatz Schönhagen beheimatet und wurden, mit einer auffälligen Farbgebung versehen, unter anderem auf öffentlichen Flugtagen mit Figuren des höheren Kunstflugs vorgeführt. Die Jastrząb des ASV wurde erst 1977 außer Dienst gestellt und soll sich heute im Flugplatzmuseum Cottbus befinden. Eine weitere IS-4 ist im Polnischen Luftfahrtmuseum ausgestellt.

## Konstruktion
Die IS-4 war ein freitragender Schulterdecker in Holzbauweise. Der Rumpf besaß einen ovalen Querschnitt und bestand aus einem Holzgerüst mit Sperrholzbeplankung. Die Führerkabine war mit einer abnehmbaren Haube aus Plexiglas versehen. Die als Möwenflügel konstruierte Tragfläche war zweiholmig ausgelegt und bis auf die stoffbespannten Querruder mit Masseausgleich vollständig mit Sperrholz beplankt. Die hintere Kante war negativ gepfeilt. Die IS-4 war mit hölzernen Schempp-Hirth-Sturzflugbremsen auf Flügelober- und unterseite, gelegen hinter dem zweiten Holm, ausgestattet. Das Leitwerk bestand aus sperrholzbeplankten Flossen und stoffbespannten Rudern mit versteifter Sperrholznase. Das Höhenleitwerk besaß eine Trimmklappe. Das Fahrwerk der Jastrząb bestand aus einer Kufe mit Gummischlauchfederung unter dem Bug, dem Hauptrad mit Bandbremse und den Maßen 300 × 125 mm im Mittelteil und einer kleinen Gleitkufe am Heck.

## Technische Daten
| Kenngröße              | Daten                                                            |
| ---------------------- | ---------------------------------------------------------------- |
| Besatzung              | 1                                                                |
| Spannweite             | 12,00 m                                                          |
| Länge                  | 6,25 m                                                           |
| Flügelfläche           | 13,75 m²                                                         |
| Flügelstreckung        | 10,40                                                            |
| Flächenbelastung       | 24,80 kg/m²                                                      |
| Leermasse              | 255 kg                                                           |
| Startmasse             | 340 kg                                                           |
| Höchstgeschwindigkeit  | 450 km/h                                                         |
| Mindestgeschwindigkeit | 62 km/h                                                          |
| Sinkgeschwindigkeit    | 1,08 m/s bei 73 km/h 1,60 m/s bei 100 km/h 3,60 m/s bei 140 km/h |
| Gleitzahl              | 19,6 bei 82 km/h                                                 |
| Lastvielfaches         | +7/−4                                                            |
| Profil                 | NACA 2418 mod. (Flügelwurzel) NACA 2412 (Flügelende)             |